# Taphrocerus sulcifrons
Taphrocerus sulcifrons är en skalbaggsart som beskrevs av Fisher 1922. Taphrocerus sulcifrons ingår i släktet Taphrocerus och familjen praktbaggar. Inga underarter finns listade i Catalogue of Life.